# Jennifer Anson
Pour les articles homonymes, voir Anson.
Jennifer Anson (née le 5 mars 1977 à New York) est une judoka palaoise.

## Carrière
Le judo aux Palaos est introduit pour la première fois en juillet 2003 avec l'invitation des Volontaires japonais pour la coopération à l'étranger (Shigeyoshi Takano) en tant que projet de développement des ressources humaines du ministère de la Justice des Palaos. Plus tard, le directeur de la police Ismael Aguon et Takano fondent la fédération palaoise de judo, qui a commencé à enseigner le judo aux enfants en 2011.
Jennifer Anson participe à la Coupe Jigoro Kano de 2011 à 2014 pour les Palaos.
En avril 2012, elle participe aux Championnats d'Océanie de judo et termine cinquième de l'épreuve.
Aux Jeux olympiques d'été de 2012 à Londres, Jennifer Anson concourt pour les Palaos dans la catégorie des moins de 63 kg femmes. Elle est rapidement battue dès le premier tour éliminatoire. Anson est mise sur le dos et éliminée presque aussitôt que son premier combat avait commencé, submergée par une adversaire bien supérieure et plus jeune, Munkhzaya Tsedevsuren qui finira cinquième de l'épreuve. En seulement 46 secondes, la Mongole de 26 ans frappe et étrangle Jennifer Anson, ce qui lui vaut un ippon, et un score parfait de 110 à 0, le score le plus élevé possible en judo. La technique d'étranglement utilisée est l'okuri eri jime. Le combat est décrit comme une apparition olympique pour Jennifer Anson qui se termine en un éclair. Le combat de 46 secondes est le combat le plus court des tours éliminatoires.
Après les Jeux, Anson déclare : « quand j'étais là-bas, tout s'est évanoui dans ma tête » et le combat s'est terminé avant qu'elle puisse penser à quoi faire : « Quand le combat a commencé, j'ai tout oublié. Je voulais être défensif tout en essayant d'être agressif. Tout d'un coup, j’étais sur le tapis et le combat était perdu. »
La défaite rapide d'Anson est attribuée à son inexpérience puisqu'elle eut une place de quota pour l'Océanie après avoir terminé 86e sur 178 places. À 35 ans, elle est également la concurrente la plus âgée de l'épreuve des moins de 63 kg femmes, suivie par la Néerlandaise Elisabeth Willeboordse, 33 ans. La majorité des athlètes olympiques sont dans la vingtaine. Après la durée époustouflante du combat, Anson explique qu'elle eut l'intention de donner l'exemple aux plus jeunes membres de son club de judo dans les Palaos, qui compte 10 membres et 40 enfants qui apprennent ce sport.
En mars 2021, Jennifer Anson devient coordinatrice de la sécurité nationale pour les Palaos,.
En 2022, Jennifer Anson est vice-présidente de la fédération palaoise de judo.